# Resolutie 1771 Veiligheidsraad Verenigde Naties
Resolutie 1771 van de Veiligheidsraad van de Verenigde Naties werd unaniem door de VN-Veiligheidsraad aangenomen op 10 augustus 2007 en verlengde de groep van experts die toezag op de sancties tegen Congo-Kinshasa alsook die sancties zelf tot 15 februari 2008.

## Achtergrond
In 1994 braken in de Democratische Republiek Congo etnische onlusten uit die onder meer werden veroorzaakt door de vluchtelingenstroom uit de buurlanden Rwanda en Burundi. In 1997 beëindigden rebellen de lange dictatuur van Mobutu en werd Kabila de nieuwe president. In 1998 escaleerde de burgeroorlog toen andere rebellen Kabila probeerden te verjagen. Zij zagen zich gesteund door Rwanda en Oeganda. Toen hij in 2001 omkwam bij een mislukte staatsgreep werd hij opgevolgd door zijn zoon. Onder buitenlandse druk werd afgesproken verkiezingen te houden die plaatsvonden in 2006 en gewonnen werden door Kabila.
Intussen zijn nog steeds rebellen actief in het oosten van Congo en blijft de situatie er gespannen.

## Inhoud

### Waarnemingen
De Democratische Republiek Congo had intussen democratisch verkozen instellingen die de soevereine autoriteit hadden om voor veiligheid en controle te zorgen in het grondgebied.
Opnieuw werd de illegale wapenstroom in en naar Congo veroordeeld en wilde men strikt blijven toezien op het wapenembargo tegen het land. Verder erkende men ook het verband tussen de illegale ontginning van grondstoffen, de illegale handel erin, wapenhandel en het conflict.
Men was ook nog steeds bezorgd om de aanwezigheid van gewapende groepen in het oosten van Congo die de hele regio onveilig maakten. Die moesten dringend ontwapend worden.

### Handelingen
Het wapenembargo tegen Congo werd verlengd tot 15 februari 2008. Enkel het Congolese leger en politie waren ervan uitgezonderd. Ook de maatregelen inzake transport uit resolutie 1596 en die inzake financiën en reizen uit de resoluties 1596, 1649 en 1698 werden tot dezelfde datum verlengd.
Verder werd de secretaris-generaal gevraagd de groep van experts, die op deze maatregelen toezag, opnieuw op te richten tot eveneens 15 februari 2008. Die groep werd gevraagd het in resolutie 1698 bepaalde mandaat te volbrengen.
Voorts werden de MONUC-vredesmacht en de groep van experts gevraagd hun waarnemingen te concentreren in de provincies Noord-Kivu, Zuid-Kivu en Ituri.
Ten slotte eiste de Veiligheidsraad dat alle partijen meewerkten met de groep van experts en instonden voor hun veiligheid. Tegen 15 februari 2008 zouden de opgelegde maatregelen worden herzien.

## Verwante resoluties
- Resolutie 1756 Veiligheidsraad Verenigde Naties
- Resolutie 1768 Veiligheidsraad Verenigde Naties
- Resolutie 1794 Veiligheidsraad Verenigde Naties
- Resolutie 1797 Veiligheidsraad Verenigde Naties (2008)

Lijst ·  1739 ·  1740 ·  1741 ·  1742 ·  1743 ·  1744 ·  1745 ·  1746 ·  1747 ·  1748 ·  1749 ·  1750 ·  1751 ·  1752 ·  1753 ·  1754 ·  1755 ·  1756 ·  1757 ·  1758 ·  1759 ·  1760 ·  1761 ·  1762 ·  1763 ·  1764 ·  1765 ·  1766 ·  1767 ·  1768 ·  1769 ·  1770 ·  1771 ·  1772 ·  1773 ·  1774 ·  1775 ·  1776 ·  1777 ·  1778 ·  1779 ·  1780 ·  1781 ·  1782 ·  1783 ·  1784 ·  1785 ·  1786 ·  1787 ·  1788 ·  1789 ·  1790 ·  1791 ·  1792 ·  1793 ·  1794